# Anna Höllering
Anna Höllering (* 16. April 1895 in Baden bei Wien, Österreich-Ungarn; † 3. September 1987 in Natschbach) war eine österreichische Filmeditorin, Malerin und Theater-Schauspielerin.

## Leben und Werk
Anna Höllering war die Tochter des Theatermusikers und Theaterdirektors Georg H. Höllering und dessen Ehefrau Maria Magdalena Höllering. Ihre Geschwister waren der Filmregisseur und Kinobetreiber George Hoellering, der Journalist und Schriftsteller Franz Xaver Hoellering, sowie die gelernte Kinderkrankenschwester Magdalena Höllering (nach Eheschließungen erst Schulhof, später Sutton).
Anna Höllering studierte an der Universität für Musik und darstellende Kunst Wien und gehörte der Vereinigung bildender Künstlerinnen Österreichs an. Sie war eine Schülern des Malers Johannes Itten, mit dem sie auch eine enge Freundschaft verband. Außerdem war sie als Theater-Schauspielerin aktiv, unter anderem am Wiener Komödienhaus, in der Wiener Volksbühne und in der Neuen Wiener Bühne.
1923 heiratete sie in Baden den Schriftsteller Georg Kulka. In den Jahren 1923 und 1924 wirkte Höllering als Schauspielerin bei Jacob Levy Morenos Stegreiftheater mit. Dort führte Moreno mit dem Ehepaar Kulka/Höllering ein experimentelles therapeutisches Spiel durch, welches als Ursprung des Psychodramas gilt: Das Paar wurde aufgefordert, ihre Eheprobleme auf der Bühne darzustellen, was bei beiden eine befreiende Wirkung auslöste.
1929 beging Georg Kulka Selbstmord, und Höllering zog 1930 um nach Berlin. Hier war sie noch ein paar Jahre als Theater-Schauspielerin tätig, bevor sie eine neue Karriere als Schnittmeisterin beim deutschen und österreichischen Film begann.
Ab Mitte der 1930er Jahre bis Ende der 1960er war Höllering bei etwa 30 Filmproduktionen für den Filmschnitt verantwortlich. Dazu gehören: Die große Liebe, der kommerziell erfolgreichste NS-Propaganda-Spielfilm; Der Prozeß, der erste Nachkriegsfilm von G. W. Pabst, sowie die 1953 erschienene Literaturverfilmung Pünktchen und Anton. Eine besonders enge Arbeitspartnerschaft verband Anna Höllering mit dem Regisseur Rolf Hansen; insgesamt 14 Filme haben sie zwischen 1940 und 1960 zusammen realisiert.

## Filmografie (Auswahl)
- 1936: Der Raub der Sabinerinnen
- 1936: Dahinten in der Heide – Regie: Carl Boese
- 1938: Andalusische Nächte – Regie: Herbert Maisch
- 1939: Spiel im Sommerwind – Regie: Roger von Norman
- 1939: Im Namen des Volkes
- 1939: Der Polizeifunk meldet – Regie: Rudolf van der Noss
- 1939: Die fremde Frau – Regie: Roger von Norman
- 1940: Zwei Welten
- 1940: Liebesschule
- 1940: Der Kleinstadtpoet
- 1941: Der Weg ins Freie
- 1942: Die große Liebe
- 1943: Damals
- 1943: Gefährlicher Frühling – Regie: Hans Deppe
- 1947: Triumph der Liebe
- 1948: Der Prozeß
- 1950: Föhn
- 1951: Dr. Holl
- 1952: Das letzte Rezept
- 1952: Die große Versuchung
- 1953: Pünktchen und Anton
- 1954: Sauerbruch – Das war mein Leben
- 1954: König der Manege
- 1955: Geliebte Feindin
- 1956: Teufel in Seide
- 1957: Die Letzten werden die Ersten sein
- 1957: … und führe uns nicht in Versuchung
- 1958: Auferstehung
- 1960: Gustav Adolfs Page
- 1962: Der Pastor mit der Jazztrompete
- 1967: Das Leben Mozarts (TV-Dokumentarfilm) – weitere Editorin: Paula Dvorak; Regie: Hans Conrad Fischer